# Gaetano Tedeschi dell'Annunziata
Gaetano Tedeschi dell'Annunziata (Catania, 8 settembre 1890 – Catania, 18 aprile 1957) è stato un politico e produttore cinematografico italiano.